# Lipná (Hazlov)
Lipná (németül Lindau) jelenleg Hazlov településrésze Csehországban a Karlovy Vary-i kerület Chebi járásában.

## Fekvése
Az Aši-kiszögellés déli részén, Aštól 8 km-re délkeletre, Hazlovtól 2 km-re nyugatra fekszik.

## Története
Német telepesek alapították. Első írásos említése 1307-ből származik, ekkor a mai Polná, Franky és Podílná településekkel együtt a libái Zedtwitz-család birtokában volt. Lakosságának megélhetését a mezőgazdaság és a kőfejtő biztosította. A második világháború után német nemzetiségű lakosságát kitelepítették. 2008-ban a kis település 14 lakóházában (melyből 5 nyaralóház) 15 lakos él.

## Nevezetességek
- Kőkereszt. A Skalka település felé vezető út mentén a vasút közelében fekvő kőkereszt egy 1675-ben megtörtént tragikus eseményt örökített meg. Felirata szerint egy apa megölte fiát, mely tettéért a korabeli iratok szerint  1676-ban lefejezték.

## Lakossága
| Év            | 1850 | 1930 | 1947 | 1961 | 1970 | 2001 |
| ------------- | ---- | ---- | ---- | ---- | ---- | ---- |
| Lakosok száma | 259  | 270  | 82   | 53   | 46   | 15   |

## Külső hivatkozás
- A 17. századi kőkereszt fényképe és leírása cseh nyelven Archiválva 2007. október 15-i dátummal a Wayback Machine-ben

## Fordítás
- Ez a szócikk részben vagy egészben a Lipná (Hazlov) című cseh Wikipédia-szócikk ezen változatának fordításán alapul.  Az eredeti cikk szerkesztőit annak laptörténete sorolja fel. Ez a jelzés csupán a megfogalmazás eredetét és a szerzői jogokat jelzi, nem szolgál a cikkben szereplő információk forrásmegjelöléseként.